# Спортивная площадь (Киев)
Спорти́вная площадь — площадь в Печерском районе Киева.
Расположена вдоль Эспланадной улицы напротив Рогнединской улицы. Возникла в начале 1960-х годов. Современное название — с 1962 года, от построенного на ней Дворца спорта.
Также на площади расположена синагога Бродского

## Транспорт
- Троллейбусы 3, 14
- Станция метро «Дворец Спорта»